# Preutin-Higny
Preutin-Higny ist eine französische Gemeinde mit 159 Einwohnern (Stand: 1. Januar 2022) im Département Meurthe-et-Moselle in der Region Grand Est (bis 2015 Lothringen). Die Gemeinde gehört zum Arrondissement Val-de-Briey und ist Mitglied im Gemeindeverband Communauté de communes Cœur du Pays-Haut. Die Bewohner werden Prottiens und Prottiennes oder Prothiens und Prothiennes genannt.

## Lage
Preutin-Higny liegt im nördlichen Teil des Départements, etwa 15 Kilometer nordwestlich von Val de Briey. Umgeben wird Preutin-Higny von den Nachbargemeinden Xivry-Circourt im Westen und Norden, Mercy-le-Haut im Norden und Nordosten, Murville im Osten, Landres im Süden sowie Domprix im Südwesten.

## Geschichte
Im Jahre 1961 nannte sich die Gemeinde von vormals Preutin in Preutin-Higny um.

## Bevölkerungsentwicklung
| Jahr                       | 1962 | 1968 | 1975 | 1982 | 1990 | 1999 | 2006 | 2019 |
| Einwohner                  | 174  | 171  | 121  | 101  | 125  | 133  | 130  | 146  |
| Quellen: Cassini und INSEE |      |      |      |      |      |      |      |      |

## Sehenswürdigkeiten
- Pfarrkirche La Nativité-de-la-Vierge in Preutin, von der noch der Turmsockel aus dem 12. Jahrhundert erhalten ist. Chor und Langhaus aus dem 13. Jahrhundert. Im 16. Jahrhundert errichteter und befestigter Glockenturm mit der Jahreszahl 1588 auf dem Sturz eines Fensters auf der Südfassade. Schlosskapelle aus dem Jahr 1675 (Jahresangabe auf dem Schlussstein). Das Langhaus wurde nach Westen erweitert und 1734 erneuert (Datum ist aus dem Türsturz der Fußgängertür ersichtlich).
- Pfarrkirche Saint-Gorgon in Higny, 1848 neu errichtet
- Reste des Schlosses aus dem 17. Jahrhundert

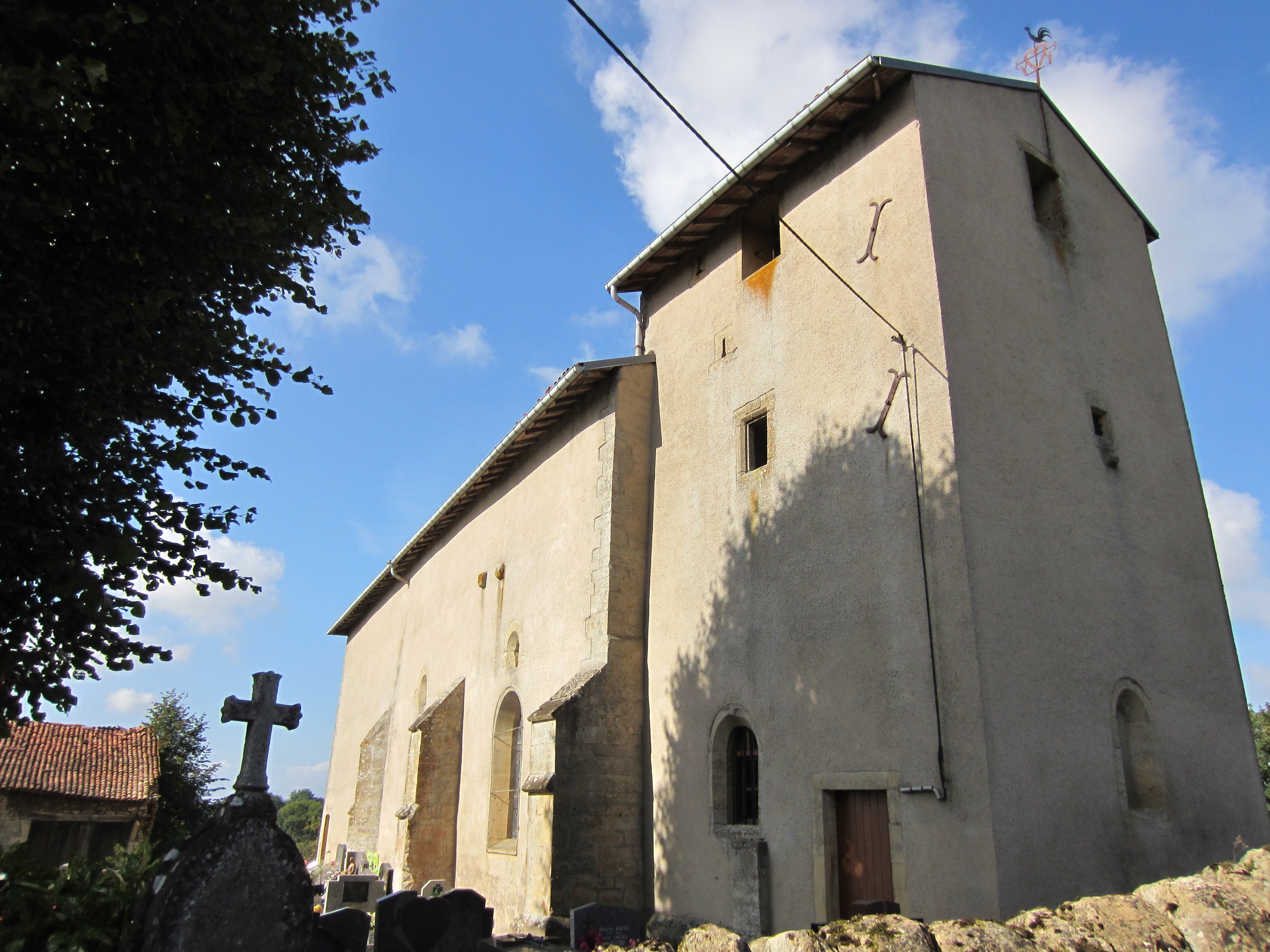
Pfarrkirche La Nativité-de-la-Vierge
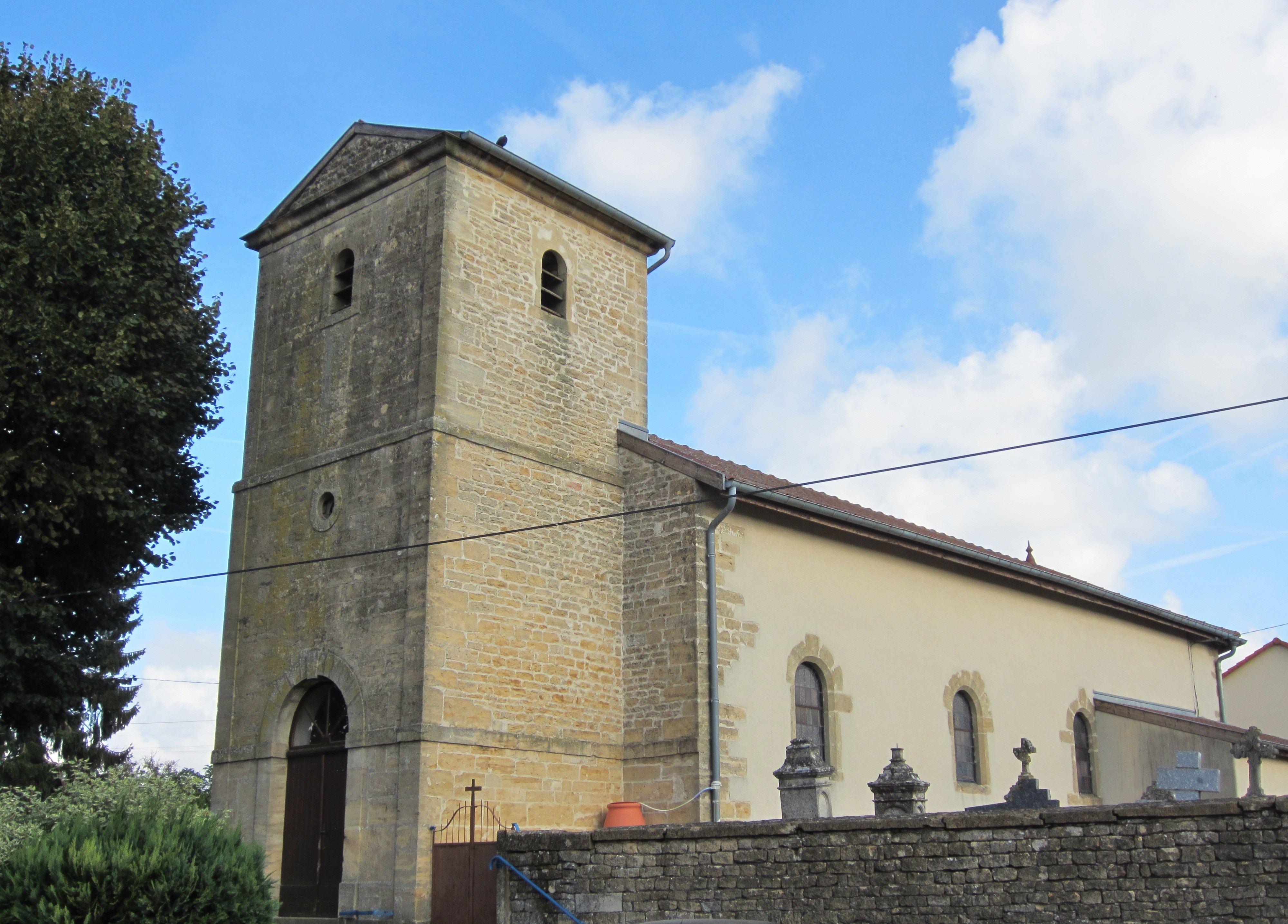
Pfarrkirche Saint-Gorgon
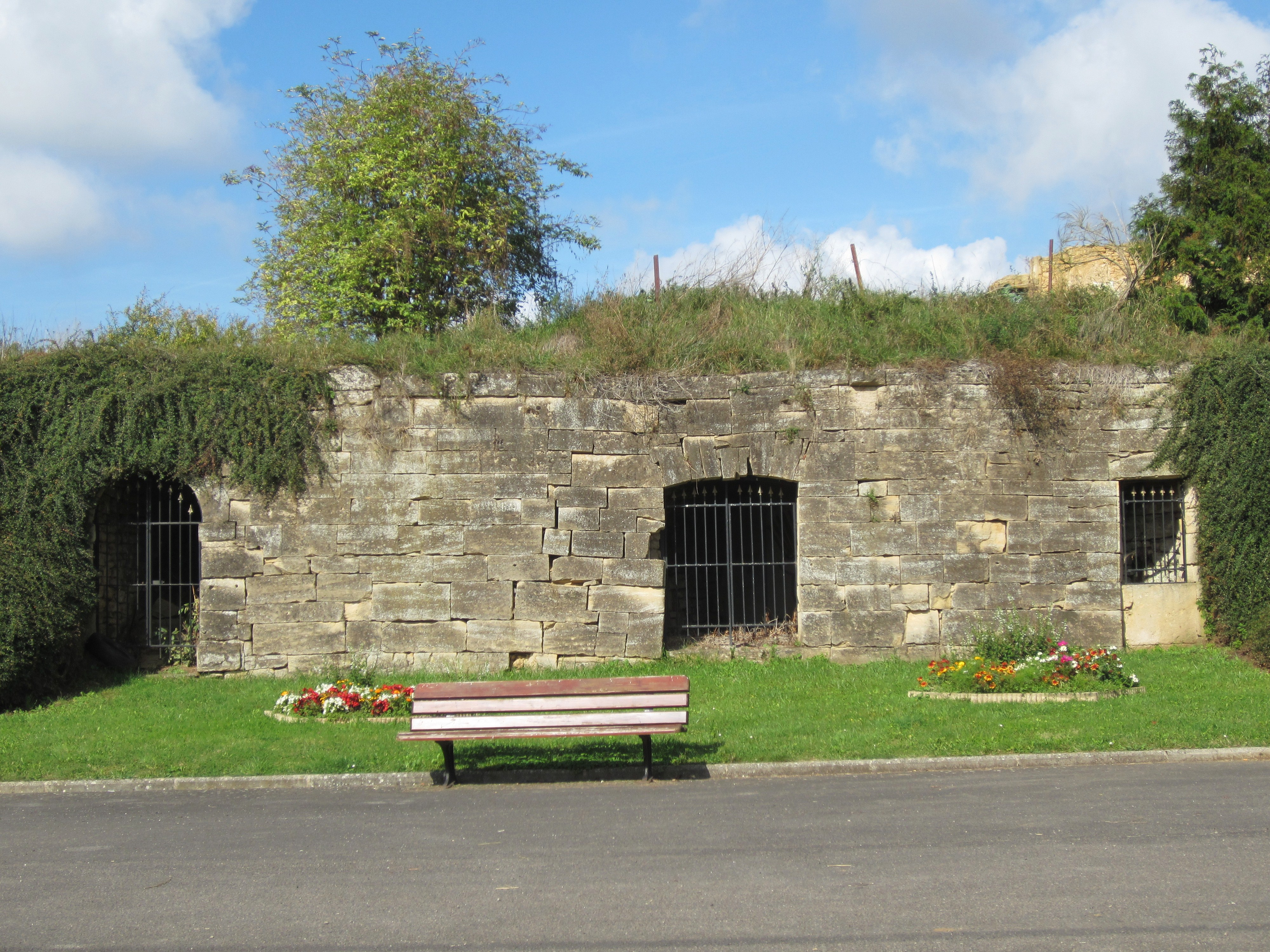
Reste des Schlosses